# Nina Louise Buttkereit
Nina Louise Buttkereit (* 30. Juni 1979 in Düsseldorf) ist eine deutsche Schauspielerin.

## Jugend und Ausbildung
Buttkereit wuchs in Düsseldorf auf. Nach dem Abitur besuchte sie von 1997 bis 1999 die Schauspielschule Newcast in Köln.

## Wirken
Nach ihrer Chor- und Gesangsausbildung sowie privatem Schauspielunterricht moderierte Buttkereit von 1997 bis 1998 diverse Sendungen beim Kindersender Nickelodeon und von 1999 bis 2000 den Disney Club bei RTL. In den Folgejahren war sie im Fernsehen in diversen Rollen zu sehen, unter anderem bei Unter uns, Die Wache und T.V. Kaiser. Von 2000 bis 2006 spielte sie in der ARD-Fernsehserie Marienhof und in der Telenovela Sturm der Liebe mit. Ferner trat Buttkereit in den Theaterstücken Männerbeschaffungsmaßnahmen (2007–2008) und Die spanische Fliege (2013) auf. 

### Filmografie (Auswahl)
- 1999: Verbotene Liebe (Rolle: Annett Bienert)
- 1999: Die Wache (Rolle: Sandra Seifert)
- 1999: Unter uns (Rolle: Evelyn Kühn)
- 1999: Die Wache
- 1999: T.V. Kaiser (Folge: „Ich will die Freundin meines Freundes“, Rolle: Jasmin)[1][2]
- 2000: Fast nackt
- 2000–2006: Marienhof (Rolle: Antonia „Toni“ Port, geb. Maldini)
- 2006: Sturm der Liebe (Rolle: Eva Bach)
- 2010: Die andere Frau (Rolle: Conny)
- 2011: 365 Tage – unschuldig (Rolle: Steffi)
- 2014: Ein Mann zum Verlieben (Rolle: Jenny)
- 2015: Bonnie – Karneval mit Folgen
- 2015: Wer bitte ist Zora?